# Pipraeidea bonariensis
Thraupis bonariensis là một loài chim trong họ Thraupidae.